# رينيلدو ماندافا
رينيلدو ماندافا (21 يناير 1994 ببيرا في موزمبيق - ) هو لاعب كرة قدم موزمبيقي في مركز الدفاع.

## روابط خارجية
- رينيلدو ماندافا على موقع الاتحاد الأوربي (الإنجليزية)
- رينيلدو ماندافا على موقع إي إس بي إن إف سي (الإنجليزية)
- رينيلدو ماندافا على موقع قاعدة بيانات كرة القدم.إي يو (الإنجليزية)
- رينيلدو ماندافا على موقع ليكيب (الفرنسية)
- رينيلدو ماندافا على موقع ناشيونال فوتبول تيمز (الإنجليزية)
- رينيلدو ماندافا على موقع Soccerbase.com (لاعب) (الإنجليزية)
- رينيلدو ماندافا على موقع Soccerway.com (الإنجليزية)
- رينيلدو ماندافا على موقع عالم كرة القدم.نت (الإنجليزية)
- رينيلدو ماندافا على موقع AS.com (الإسبانية)